# Diatryma
Diatryma è un genere di uccelli estinti, appartenente ai gastornitiformi. Visse tra l'Eocene inferiore e l'Eocene medio (circa 55 - 45 milioni di anni fa) e i suoi resti fossili sono stati ritrovati in America del Nord e in Europa.

## Descrizione
Il genere Diatryma è noto per una grande quantità di resti fossili, ma i reperti più completi sono attribuibili esclusivamente alla specie tipo, Diatryma gigantea. Solitamente, i membri del genere Diatryma erano uccelli molto grandi, con enormi becchi e crani massicci, superficialmente simili agli "uccelli del terrore" sudamericani carnivori (forusracidi). La più grande specie conosciuta, Diatryma gigantea, potrebbe aver superato di poco i 2 metri di altezza massima e potrebbe aver pesato fino a 175 chilogrammi (Angst et al., 2014).

### Cranio
Il cranio di D. gigantea era enorme rispetto al corpo ed eccezionalmente robusto. Il becco era estremamente alto e compresso (appiattito lateralmente). A differenza dei membri del genere affine Gastornis, il becco di D. gigantea era sprovvisto di scanalature e fosse caratteristiche dell'osso sottostante. Il margine del becco era dritto, senza un margine uncinato come quello che si trova nei forusracidi predatori. Le narici erano piccole e posizionate vicino alla parte anteriore degli occhi, circa a metà del cranio. 
Un cranio in gran parte completo (noto con il numero di catalogo GMH XVIII-1178-1958) della specie Diatryma geiselensis è stato descritto nel 2024 dopo la sua scoperta nel 1958; i becchi superiori di D. geiselensis mostrano un possibile dimorfismo sessuale, e sono più larghi di quelli di D. gigantea e proporzionalmente più lunghi di quelli di Gastornis laurenti (Mayr et al., 2024).

### Scheletro postcranico
Le vertebre erano corte e massicce, anche nella zona del collo. Quest'ultimo era relativamente corto, costituito da almeno 13 vertebre massicce. Anche il busto era relativamente corto. Le ali erano vestigiali, con le ossa superiori piccole e molto ridotte, simili in proporzione alle ali del casuario attuale (Matthew et al., 1917). 
Il genere Diatryma differisce dall'affine Gastornis in alcuni dettagli dell'anatomia postcranica. In Diatryma lo scapolarcoracoide è dritto, senza nessuna curvatura mediolaterale o dorsoventrale; la parte centrale del coracoide è appiattita dorsalmente (mentre è curva in Gastornis) e perforata da un grande forame (che può essere omologo al forame sopracoracoideo); il tarsometarso è più robusto, con un indice di allungamento (il rapporto della lunghezza dell'osso rispetto alla larghezza mediolaterale dell'estremità prossimale) di meno di 2,8 (2,9‒3,8 nelle specie di Gastornis), le estremità prossimali e distali sono molto più larghe mediolateralmente rispetto alla parte centrale, la sezione mediana mostra una costrizione; la troclea del quarto metatarso è più allargata lateralmente e l'incisura intertrocleare laterale è più larga (Mayr et al., 2024).

## Classificazione
Diatryma è un uccello non volatore estinto le cui affinità con i principali gruppi viventi di uccelli sono tuttora discusse. 
Diatryma e i suoi parenti più stretti sono classificati nella famiglia Gastornithidae, e sono stati a lungo considerati come membri dell'ordine dei Gruiformes. Tuttavia, il concetto tradizionale di Gruiformes si è dimostrato un raggruppamento innaturale. A partire dalla fine degli anni '80, con la prima analisi filogenetica delle relazioni tra gastornitidi, l'idea che questi uccelli fossero parenti stretti degli Anseriformes ha preso sempre più piede. Uno studio del 2007 ha dimostrato che i gastornitidi erano un gruppo dalla ramificazione molto precoce degli Anseriformi, e formarono un sister taxon con tutti gli altri membri di questa stirpe.
Riconoscendo la stretta relazione tra gastornitidi e anseriformi, alcuni ricercatori hanno classificano i gastornitidi all'interno del gruppo degli anseriformi stesso. Altri limitano il nome Anseriformes solo al gruppo corona formata da tutte le specie moderne, ed etichettando il gruppo più numeroso tra cui parenti estinti degli anseriformi, come i gastornitidi, con il nome Anserimorphae. I gastornithidi sono quindi a volte immessi nel proprio ordine, i Gastornithiformes.
Di seguito è riportata una versione semplificata del cladogramma, degli studi di Agnolin et al. (2007):
|  | Anatoidea (anatre e oche)                                                         |
|  |                                                                                   |
|  | \| \| Anseranatidae (oca gazza) \| \| \| \| \| \| Anhimidae (animidi) \| \| \| \| |
|  |                                                                                   |
|  | Anseranatidae (oca gazza)                                                         |
|  |                                                                                   |
|  | Anhimidae (animidi)                                                               |
|  |                                                                                   |

|  | Anseranatidae (oca gazza) |
|  |                           |
|  | Anhimidae (animidi)       |
|  |                           |

|  | Anatoidea (anatre e oche)                                                         |
|  |                                                                                   |
|  | \| \| Anseranatidae (oca gazza) \| \| \| \| \| \| Anhimidae (animidi) \| \| \| \| |
|  |                                                                                   |
|  | Anseranatidae (oca gazza)                                                         |
|  |                                                                                   |
|  | Anhimidae (animidi)                                                               |
|  |                                                                                   |

|  | Anseranatidae (oca gazza) |
|  |                           |
|  | Anhimidae (animidi)       |
|  |                           |

|  | Anatoidea (anatre e oche)                                                         |
|  |                                                                                   |
|  | \| \| Anseranatidae (oca gazza) \| \| \| \| \| \| Anhimidae (animidi) \| \| \| \| |
|  |                                                                                   |
|  | Anseranatidae (oca gazza)                                                         |
|  |                                                                                   |
|  | Anhimidae (animidi)                                                               |
|  |                                                                                   |

|  | Anseranatidae (oca gazza) |
|  |                           |
|  | Anhimidae (animidi)       |
|  |                           |

|  | Anatoidea (anatre e oche)                                                         |
|  |                                                                                   |
|  | \| \| Anseranatidae (oca gazza) \| \| \| \| \| \| Anhimidae (animidi) \| \| \| \| |
|  |                                                                                   |
|  | Anseranatidae (oca gazza)                                                         |
|  |                                                                                   |
|  | Anhimidae (animidi)                                                               |
|  |                                                                                   |

|  | Anseranatidae (oca gazza) |
|  |                           |
|  | Anhimidae (animidi)       |
|  |                           |

|  | Anatoidea (anatre e oche)                                                         |
|  |                                                                                   |
|  | \| \| Anseranatidae (oca gazza) \| \| \| \| \| \| Anhimidae (animidi) \| \| \| \| |
|  |                                                                                   |
|  | Anseranatidae (oca gazza)                                                         |
|  |                                                                                   |
|  | Anhimidae (animidi)                                                               |
|  |                                                                                   |

|  | Anseranatidae (oca gazza) |
|  |                           |
|  | Anhimidae (animidi)       |
|  |                           |

|  | Anatoidea (anatre e oche)                                                         |
|  |                                                                                   |
|  | \| \| Anseranatidae (oca gazza) \| \| \| \| \| \| Anhimidae (animidi) \| \| \| \| |
|  |                                                                                   |
|  | Anseranatidae (oca gazza)                                                         |
|  |                                                                                   |
|  | Anhimidae (animidi)                                                               |
|  |                                                                                   |

|  | Anseranatidae (oca gazza) |
|  |                           |
|  | Anhimidae (animidi)       |
|  |                           |

|  | Anatoidea (anatre e oche)                                                         |
|  |                                                                                   |
|  | \| \| Anseranatidae (oca gazza) \| \| \| \| \| \| Anhimidae (animidi) \| \| \| \| |
|  |                                                                                   |
|  | Anseranatidae (oca gazza)                                                         |
|  |                                                                                   |
|  | Anhimidae (animidi)                                                               |
|  |                                                                                   |

|  | Anseranatidae (oca gazza) |
|  |                           |
|  | Anhimidae (animidi)       |
|  |                           |

|  | Anatoidea (anatre e oche)                                                         |
|  |                                                                                   |
|  | \| \| Anseranatidae (oca gazza) \| \| \| \| \| \| Anhimidae (animidi) \| \| \| \| |
|  |                                                                                   |
|  | Anseranatidae (oca gazza)                                                         |
|  |                                                                                   |
|  | Anhimidae (animidi)                                                               |
|  |                                                                                   |

|  | Anseranatidae (oca gazza) |
|  |                           |
|  | Anhimidae (animidi)       |
|  |                           |

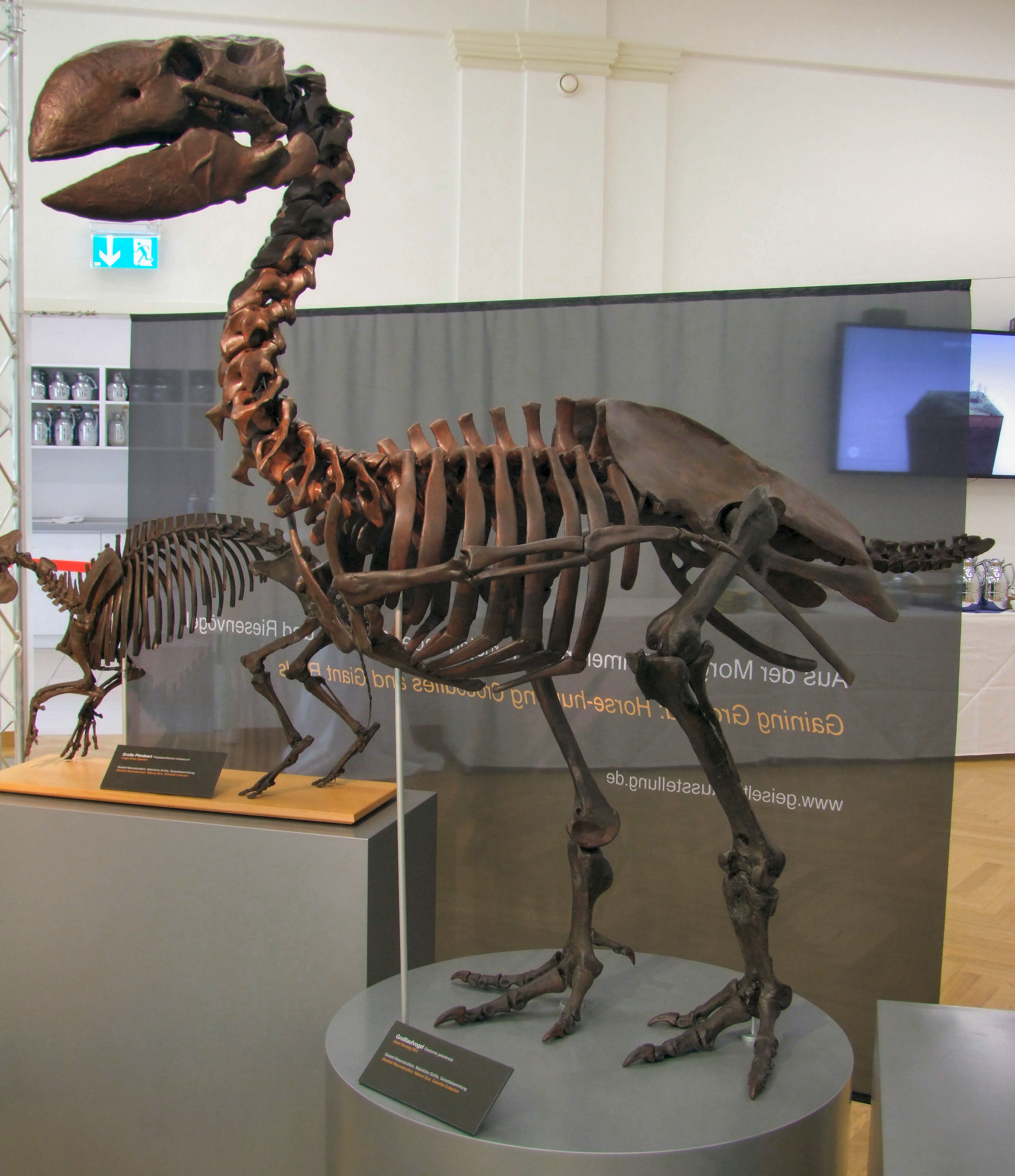
Scheletro ricostruito di Diatryma geiselensis

Il genere Diatryma è stato a lungo confuso con il genere Gastornis, descritto in precedenza ma meno conosciuto. La specie tipo, Diatryma gigantea, venne descritta per la prima volta da Edward Drinker Cope nel 1876, sulla base di un tarsometatarso prossimale e due troclee tarsometatarsali, provenienti da terreni risalenti all'Eocene inferiore del Nordamerica (Nuovo Messico). Successivamente in America del Nord sono stati descritti numerosi altri ritrovamenti più completi, il più noto dei quali è uno scheletro quasi completo proveniente dal Wyoming e descritto come Diatryma steini nel 1917 (poi considerato ascrivibile alla specie tipo D. gigantea). Altri ritrovamenti includono una singola falange isolitamente robusta, rinvenuta in New Jersey e descritta inizialmente da Othniel Charles Marsh come Barornis regens, e soprattutto un'altra falange rinvenuta nell'isola di Ellesmere, nell'Artico canadese (West e Dawson, 1978; Stidham ed Eberle, 2016). I fossili descritti come Omorhamphus storchii da Sinclair nel 1928 e provenienti dall'Eocene inferiore del Wyoming sono probabilmente attribuibili a un esemplare giovane di D. gigantea, anche se di recente è stata posta in dubbio questa sinonimia (Louchart et al., 2021). 
In Europa è ben conosciuta la specie D. geiselensis, nota soprattutto per fossili provenienti dall'Eocene inferiore/medio della valle del Geisel e del famoso giacimento di Messel in Germania, che rappresentano la più recente documentazione fossile accertata di uccelli gastornitiformi. Questa specie è nota anche da fossili dell'Eocene inferiore della London Clay (Inghilterra). Un tarsometatarso distale parziale dell'inizio dell'Eocene proveniente da Monthelon (Francia) è stato descritto come ?Diatryma sarasini da Schaub (1929); l'assegnazione a Diatryma è tuttora considerata incerta,  ma le affinità dell'esemplare rispetto ai gastornitiformi sono indiscusse. La specie D. geiselensis fu in passato considerata un sinonimo di D. sarasini; tuttavia, alcuni ricercatori hanno dichiarato che non ci sono prove sufficienti per considerarle una singola specie, e che le due specie vanno tenute separate in attesa di un confronto più dettagliato tra tutti i gastornitidi.